# Eugeniusz Geno Malkowski
Eugeniusz Geno Małkowski (pron.  [ɛu'gɛɲuʂ 'ɡɛnɔ mau'kɔfski]; Gdynia, 5 de setembro de 1942 - Zamosc, 20 de agosto de 2016) foi pintor polonês, professor da Universidade de Vármia-Masúria em Olsztyn, fundador de grupos e associações artísticas, organizador de exposições e divulgador da arte moderna.

## Biografia
Nasceu em Gdynia. Após a Segunda Guerra Mundial sua família mudou-se para Lębork. Em 1957 começou a educação artística no Instituto de Belas Artes de Wrocław. Entre 1962 e 1968 estudou pintura na Academia de Belas Artes de Varsóvia com professores Juliusz Studnicki e Artur Nacht-Samborski. Em 1969, fundou o grupo artístico Arka, e em 1972 levou a sua transformação num movimento geracional mais amplo conhecido como O Poprawę (Pela Melhora) que contou com a presença de muitos artistas poloneses. Nos anos 80 co-fundou o grupo artístico multidisciplinar Świat (O Mundo) e nos 90 a parceria artística ARA (Associação para a Renovação da Arte). Com estes grupos organizou várias exposições na Polônia e na França.

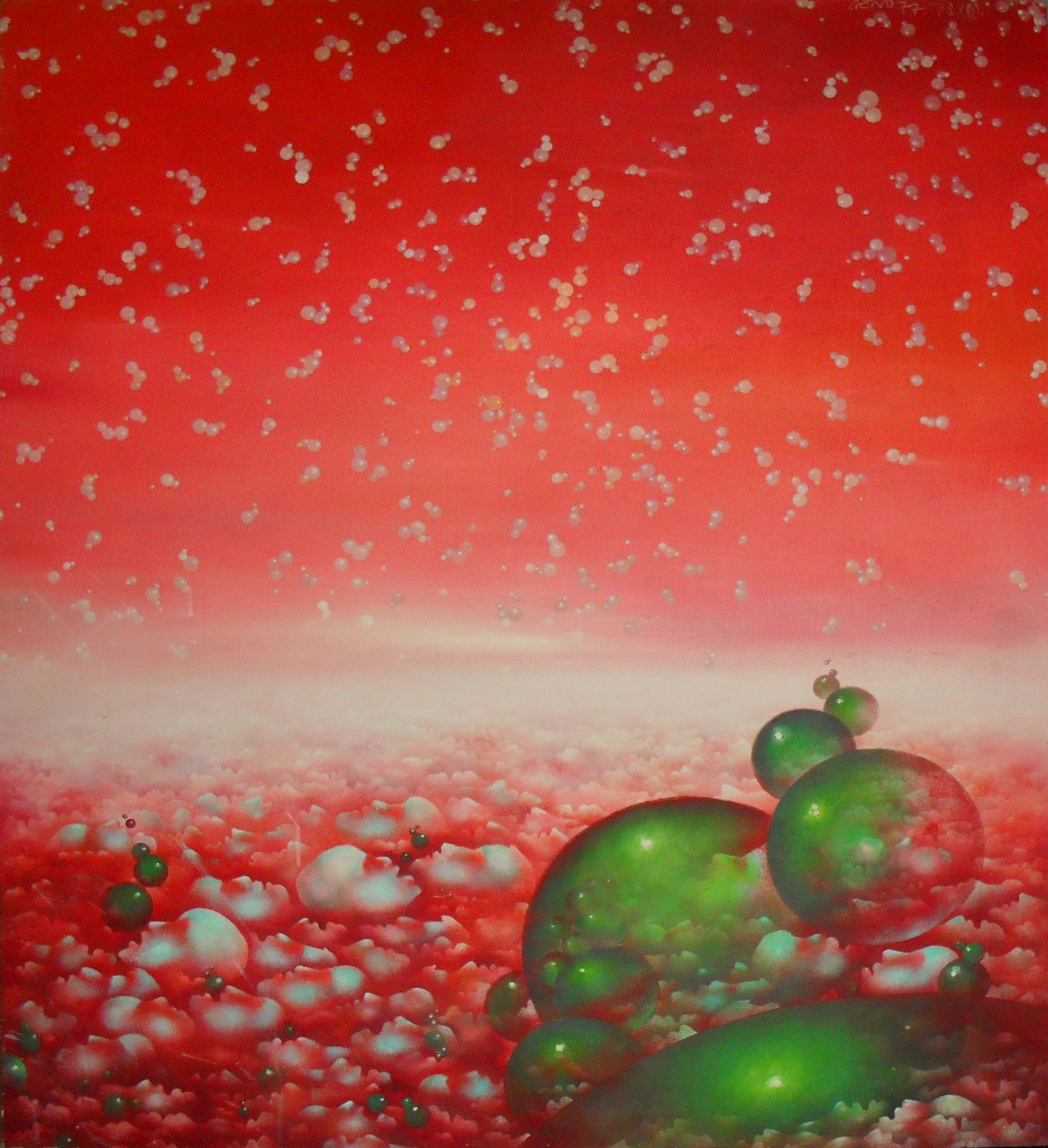
Nossos tempos. Do ciclo «O Mundo Grande», 1971

De 1991 a 2012, trabalhou como professor na Universidade da Vármia-Masúria em Olsztyn. Atualmente vive em Varsóvia, onde, na Galeria Brzeska 6, realiza exposições da sua obra.
Conta em sua carreira com mais de 100 exposições individuais e participou em mais de 300 exposições coletivas na Polônia e no exterior. Foi o principal organizador de várias exposições conjuntas de arte moderna. Suas obras estão nas coleções de arte moderna nos museus mais importantes da Polónia e em coleções particulares polonesas e estrangeiras.

## Trabalho e estilo
No início de carreira seu estilo foi caracterizado pela utilização da técnica de grafite sobre tela, método chamado tapping. Pintava fundos fantasiosos e celestes sobre os quais replicava estênceis dos perfis humanos, esferas transparentes e contornos de mãos, posteriormente adicionou outras formas irregulares. Com suas composições se aproximava ao abstracionismo lírico. Os títulos de suas obras eram comentários metafóricos à realidade, por vezes ligados à situação política (ciclos «Wielki Świat» (O Mundo Grande), «Krzyk» (Grito), «Exodus» (Êxodo)).

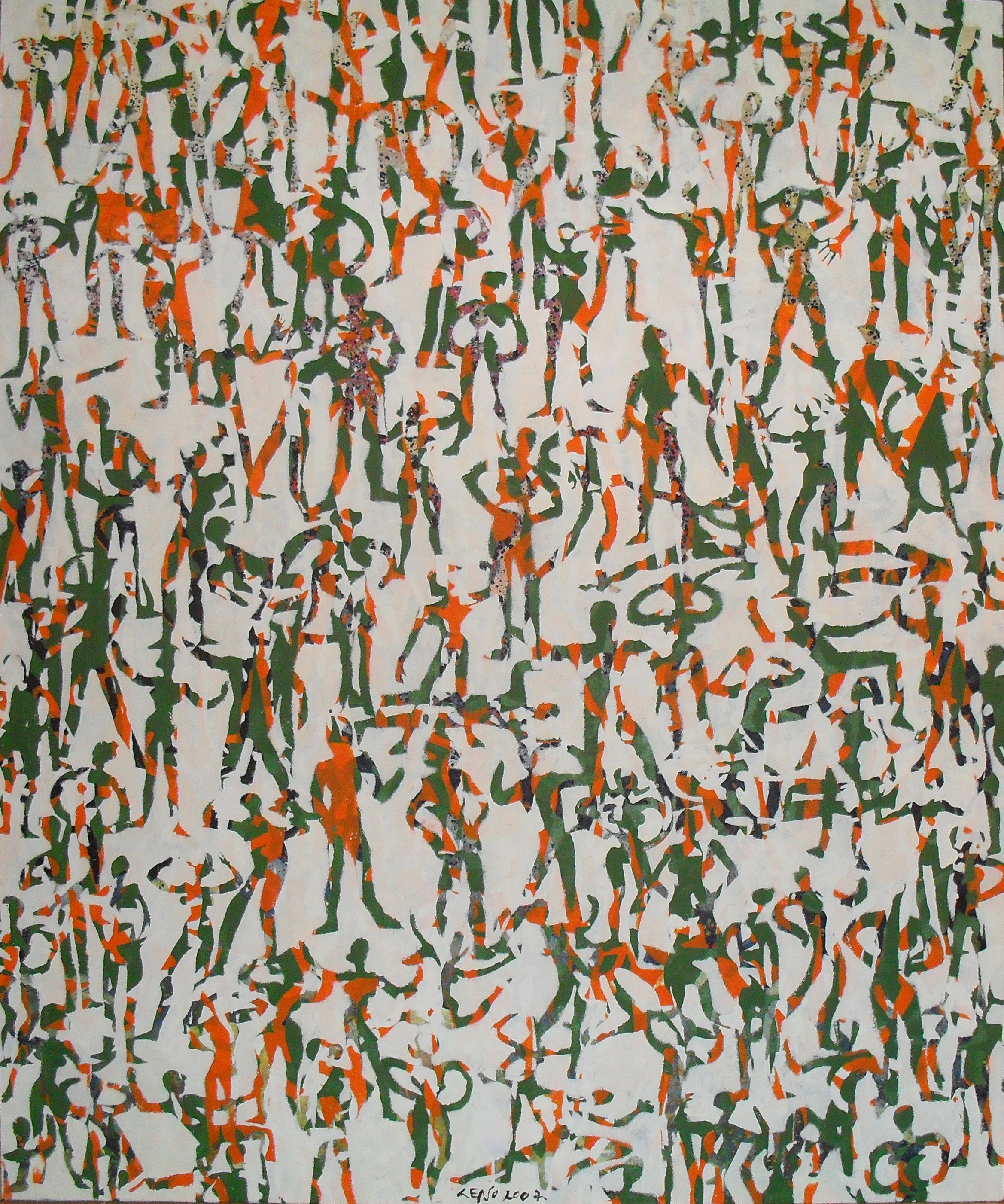
Onde estou eu?. Do ciclo «Gerações», 2007

Nos anos 80 introduziu elementos figurativos em seu trabalho e começou a experimentar com a divisão do espaço na obra de arte (série «Obszary» (Territórios)). Além disso recorreu à colagem executada sobre tela e combinada com grafite (séries «Współcześni» (Contemporâneos)).
Na década dos 90, abandonou as técnicas de tapping substituindo-os pela chamada pintura rápida. Usando os fundamentos do expressionismo abstrato e speed painting, reproduzia situações e as pessoas de forma espontânea, automática e quase subconsciente.
No início do século XXI recuperou o uso de grafite, mas desta vez em fundos monocromáticos, multiplicando e sobrepondo estênceis do contornos multicoloridos da silueta humana (ciclo «Pokolenia» (Gerações)).
A partir de 1990 fez vários happenings com o principal objetivo de popularizar a arte moderna entre o público leigo, pintando contra-o-relógio ou convidando os espectadores para pintarem. Em 2005, en Belchatów, bateu o Recorde do Livro Guinness da pintura contra-o-relógio, pintando 100 quadros (80 x100 cm) em 24 horas. Em 2010, em Olsztyn, exibiu uma série de 44 nus femininos pintados em várias sessões curtas de pintura rápida e realista. O último nu foi pintado em público durante o dia da abertura da exposição. Essas ações, muitas vezes organizadas e patrocinadas por organizações oficiais (galerias, empresas, municípios, etc), desenvolviam-se em shoppings-centres ou até mesmo na rua. Depois, os trabalhos assim realizados foram apresentados em exposições e galerias formais.[carece de fontes?]